# Laelia pyrrhothrix
Laelia pyrrhothrix är en fjärilsart som beskrevs av Collenette 1938. Laelia pyrrhothrix ingår i släktet Laelia och familjen tofsspinnare. Inga underarter finns listade i Catalogue of Life.